# Picture This
Picture This (Imagínatelo! en España y Fotografía Esto! en Latinoamérica) es una película estadounidense, basada en la típica historia de una chica no popular y sus dilemas cotidianos, aparte de lidiar con la discrimación por parte de las chicas populares de la escuela. Fue dirigida por Stephen Herek, y fue protagonizada por Ashley Tisdale, quien además se encargó de componer y realizar la banda sonora de la película.

## Sinopsis
La impopular Amanda "Mandy" Gilbert es una simpática tía que vive con su estricto padre Tom y solo tiene dos amigas, Alexa y Cayenne. Está obsesionada con tener un nuevo móvil. Las alumnas populares de su escuela secundaria la intimidan y se burlan de ella, particularmente Lisa Cross. Y además, claro, con llamar la atención del chico guapo de la escuela, Drew Patterson, el capitán del equipo de natación y el novio de Lisa. Mandy decide hacer una prueba para el equipo de natación, pero pierde sus gafas en la piscina y cae inconsciente al agua. Cuando despierta, descubre que Drew le dio RCP y hablan entre ellos. Lisa piensa que Mandy es una amenaza y trata de humillarla llevando a Drew a la tienda de mascotas donde trabaja Mandy. En cambio, a Drew no le importa que Mandy trabaje allí y la invita a salir con él al día siguiente.
Su padre la sorprende reemplazándole las gafas y el teléfono por un costoso videoteléfono y lentes de contacto. Su padre revela sus intenciones de unirse a ella cuando ella se mude para asistir a la UCSB el próximo año, pero Mandy tiene demasiado miedo para decir algo al respecto. Más tarde ese día, Mandy coquetea con Drew en el lago cerca de la escuela en contra de los deseos de su padre. Cuando Lisa descubre que Mandy está con Drew, se indigna y usa el teléfono de Mandy para filmarlos. Lisa accidentalmente deja caer el teléfono para mostrárselo a Tom, quien se enfrenta a Mandy. Antes de irse a casa, Drew invita a Mandy a su fiesta del sábado y Mandy acepta felizmente. En casa, Tom está decepcionado por las acciones de Mandy y le prohíbe salir o usar dispositivos electrónicos.
Mandy les dice a Alexa y Cayenne que quiere contarle a su padre la verdad sobre su paradero. Cuando lo hace, Tom le dice que confía en ella y le pregunta si ha sido un buen padre. Mandy le dice que es un gran padre y decide no decirle que en realidad está en una fiesta. Mandy asiste a la fiesta con Drew. Alexa y Cayenne finalmente le cuentan a Mandy el rumor de Patterson: cada año, en Patterson Bash, un tío de Patterson lleva a una mujer a la torre y le quita la virginidad en la ducha. Mandy está herida y confundida, pero Cayenne la convence de ser fuerte e ir a la fiesta. Drew está encantado de verla y pide verla en la torre. Para su sorpresa, la "torre" en realidad resulta ser el estudio de fotografía de Drew, que está lleno de fotografías de su familia, amigos, mascotas y una de Mandy que tomó en el lago. Al ver esto, Mandy se siente aliviada y se da cuenta de que él sólo quiere pasar tiempo con ella.
Drew va al baño a lavarse las manos, pero no le dice a Mandy lo que está haciendo. Mandy cree que se está duchando y se va cuando ella se siente incómoda. Mientras tanto, Lisa ha estado bebiendo toda la noche y Alexa filma sus vómitos debajo de una mesa de cristal. El clip se muestra en pantallas de video mientras las chicas salen de la fiesta.
De regreso a casa, Tom le muestra a Mandy una versión desmontable actualizada de la casa modelo que construyó para ellos. Sin embargo, Mandy ve esto como una metáfora de su relación y explica que no quiere sentirse separable. Tom dice que confía en ella y siente que debería dejarla ir.
Luego, Mandy y sus amigas asisten a su fiesta de graduación. Drew, el rey del baile, está a punto de coronar a Lisa como reina del baile, pero se da cuenta de que realmente ama a Mandy. Drew lleva a Mandy al centro del escenario y la corona como la reina del baile, mientras se besan.

## Reparto
- Ashley Tisdale como Mandy Gilbert.
- Cindy Busby como Lisa Cross.
- Lauren Collins como Alexa.
- Shenae Grimes como Cayenne.
- Maxim Roy como Christian Wreña.
- Giselle Roberts como Rebecca.
- Ashley Parker como Victoria.
- Robbie Amell como Drew Patterson.
- Kevin Pollak como Tom Gilbert.
- Marie-Marguerite Sabongui como Blair.
- Angela Galuppo como Kimberly.

## Producción
La película fue la producción ejecutiva de la compañía Producciones Tisdale Blondie Girl y es dirigido por Stephen Herek. Tisdale dijo: "Cuando leí el guion de Picture This!, Me enamoré de la protagonista Mandy, goofy esto, impopular, chica de al lado que sabe lo que quiere, pero no está dispuesto a sacrificar quién es ella para conseguirla ... Mandy es real y creo que muchos niños se relacionan con eso. Me recuerda mucho a cuando estaba en la escuela secundaria. En realidad no estaba en el grupo popular, pero yo no estaba en el grupo de nerds. Yo estaba en algún lugar en el medio, también. " Tisdale realiza el hit de los 80 individuales, "Shadows Of The Night" en la película.
La película fue filmada en Montreal, Quebec, durante los meses de verano de 2007. instrumentos Fender, Juicy Couture, y el Ejército de Suiza contribuyeron apoyos a la película. La escena en la que las chicas "," desviarse fuera de control en "la autopista" se filmó en realidad en el barrio de Verdun, en una calle residencial.

## Banda sonora
| Track listing |                                                                          |                    |          |  |
| N.º           | Título                                                                   | Artista            | Duración |  |
| 1.            | «Shadows Of The Night» (D.L. Byron)                                      | Ashley Tisdale     | 3:32     |  |
| 2.            | «That Stuff» (Molly Mostek, Larry Cooper)                                | Molly M            | 3:05     |  |
| 3.            | «Sincerely Me» (Jay Condiotti, Danielle McKee, Eddie Galan, Andrew Lane) | Danielle McKee     | 4:01     |  |
| 4.            | «Better» (Cori Yarckin, Jimmy Robertson Landry)                          | Cori Yarckin       | 3:35     |  |
| 5.            | «All So Different» (Jessica Penner)                                      | Chandelle          | 3:11     |  |
| 6.            | «Welcome To The Party» (Molly Mostek)                                    | Molly M            | 5:46     |  |
| 7.            | «You Are Part Of Everything» (Josh Kelly)                                | Josh Kelly         | 3:27     |  |
| 8.            | «Day In The Sun» (Kevin Savigar, David Nicholas, Michael Stangel)        | Angie Hilton       | 3:42     |  |
| 9.            | «Unstoppable» (Joel Wachbrit, Michael Sokolis)                           | Buddah Belly       | 2:20     |  |
| 10.           | «Come To The Night» (Joe Faraci)                                         | Faraci             | 3:22     |  |
| 11.           | «Because I'm Awesome» (Kelly Ogden, Luis Cabezas)                        | The Dollyrots      | 4:39     |  |
| 12.           | «Through My Eyes» (David Osborne)                                        | Autumn's Descent   | 2:24     |  |
| 13.           | «Symphony No. 9: Ode To Joy» (Beethoven)                                 | Beethoven          | 4:16     |  |
| 14.           | «I'm Just Like You» (Adam Derborn)                                       | Deadstar Assembly  |          |  |
| 16.           | «Let Me Fall» (Joe Faraci)                                               | Faraci             | 4:15     |  |
| 17.           | «Dale Que Dale» (Rafael Torres, Edgard E. Jaude, Michael García)         | Mikeyton           | 4:47     |  |
| 18.           | «Tell Me You Love Me» (Daniel Cage)                                      | Daniel Cage        | 3:45     |  |
| 19.           | «Shiver» (Genzo, Cheryl Yie, Julian Medeiros)                            | Cheryl Yie         | 3:04     |  |
| 20.           | «Soft Place To Fall» (Michael Maslin, Paul Gordon)                       | Joelle James       | 3:66     |  |
| 21.           | «Your Ride» (Nadia Fay, Jay Condiotti)                                   | Girls Love Shoes   | 4:00     |  |
| 22.           | «Pictures of You» (Jeffrey Mark Blue)                                    | The Last Goodnight | 4:00     |  |